# Ettrick (Scozia)
Ettrick è un piccolo villaggio (village) e parrocchia civile (civil parish) situato nelle Lowlands, nel sud della Scozia, appartenente all'area amministrativa degli Scottish Borders a circa 28 chilometri (17,4 mi) a sudovest di Selkirk.